# Championnats sud-américains de natation
Les championnats sud-américains de natation regroupent toutes les disciplines gérées par la FINA : course en bassin de 50 mètres, course en eau vive, natation synchronisée, plongeon et water-polo. Ils sont organisés par la Confédération sud-américaine de natation (CONSANAT). Ils ont lieu tous les deux ans depuis 1929 (avec quelques interruptions).